# نانکای الکتریک ریلوی
نانکای الکتریک ریلوی (انگلیسی: Nankai Electric Railway) شرکت ترابری ریلی ژاپنی است، که در سال ۱۹۲۵ تأسیس شد.